# Alexander Aas
Alexander Aas (Skien, 14 september 1978) is een voormalig betaald voetballer uit Noorwegen die speelde als verdediger. Hij beëindigde zijn loopbaan in 2012 bij Strømsgodset IF.

## Interlandcarrière
Onder leiding van bondscoach Nils Johan Semb maakte Aas zijn debuut voor het Noors voetbalelftal op 24 januari 2001 in het oefenduel tegen Zuid-Korea (3-2) in Hongkong, net als Ståle Stensaas, Pa-Modou Kah, Azar Karadas, Tommy Øren, Fredrik Winsnes en Bjarte Lunde Aarsheim. Aas speelde in totaal acht interlands en scoorde één keer voor zijn vaderland.

## Erelijst
Odd Grenland
- Beker van Noorwegen

2000
 Odense BK
- Deense beker

2007
 Strømsgodset IF
- Beker van Noorwegen

2010